# Papa (film)
 For alternative betydninger, se Papa. (Se også artikler, som begynder med Papa)
Papa er en dansk kortfilm fra 2007, der er instrueret af Samanou Acheche Sahlstrøm efter eget manuskript.

## Handling
En ung mand opsøger sin far og hans nye kone for at få hævn. Men selv om en familie falder fra hinanden, er der stadig bånd, der binder.

## Medvirkende
- Henrik Trenskow
- Finn Storgaard
- Katrine Jensenius